# Santabarbaraïta
La santabarbaraïta és un mineral de la classe dels fosfats. Rep el nom per la localitat tipus, situada al districte miner de Santa Barbara, a la Toscana, Itàlia. Santa Bàrbara (segle iv) és el patró dels miners.

## Característiques
La santabarbaraïta és un fosfat de fórmula química Fe₃3+(PO₄)₂(OH)₃·5H₂O. Va ser aprovada com a espècie vàlida per l'Associació Mineralògica Internacional l'any 2000. No cristal·litza, es troba en forma amorfa.
Segons la classificació de Nickel-Strunz, la santabarbaraïta pertany a «08.CE: Fosfats sense anions addicionals, amb H₂O, només amb cations de mida mitjana, RO₄:H₂O sobre 1:2,5» juntament amb els següents minerals: chudobaïta, geigerita, newberyita, brassita, fosforrösslerita, rösslerita, metaswitzerita, switzerita, lindackerita, ondrušita, veselovskýita, pradetita, klajita, bobierrita, annabergita, arupita, barićita, eritrita, ferrisimplesita, hörnesita, köttigita, manganohörnesita, parasimplesita, vivianita, pakhomovskyita, simplesita, cattiïta, koninckita, kaňkita, steigerita, metaschoderita, schoderita, malhmoodita, zigrasita i metaköttigita.

## Formació i jaciments
Va ser descoberta al districte miner de Santa Barbara, a la localitat de Cavriglia, a la província d'Arezzo (Toscana, Itàlia). També ha estat descrita a Austràlia, el Japó, el Camerun, Alemanya, Espanya, Portugal, Ucraïna i els Estats Units. Als territoris de parla catalana ha estat descrita a la mina de la turquesa (Cornudella de Montsant, Priorat).